# Overdrawn at the Memory Bank
Pour plus de détails, voir Fiche technique et Distribution.
Overdrawn at the Memory Bank est un téléfilm américain de science-fiction dystopique, réalisé par Douglas Williams, produit au Canada et diffusé en 1983 aux États-Unis sur PBS. Il est basé sur une nouvelle de John Varley, écrite en 1976 et publié en France sous le titre Trou de mémoire, dans le recueil Persistance de la vision.
Ce téléfilm a connu un regain de notoriété après avoir été utilisé pour un épisode de la série télévisée culte Mystery Science Theater 3000 en 1997 et avoir fait aussi partie du coffret de DVD Mystery Science Theater 3000 Collection 2 - 4, sorti en 2003.

## Synopsis
Dans un futur dystopique, certaines peines de prison se font de manière virtuelle. Pour les condamnés, ce sont maintenant leur esprit et leur conscience qui vont dans une prison numérique le temps de leur peine. Aram Fingal est l'un de ces prisonniers d'un genre spécial. Sauf que l'ordinateur qui héberge son esprit (ainsi que celui d'autres détenus) connaît quelques problèmes…

## Fiche technique
- Titre : Overdrawn at the Memory Bank
- Réalisation : Douglas Williams
- Scénario : Corinne Jacker, d'après la nouvelle de John Varley, Un trou de mémoire
- Musique : John Tucker
- Directeur de la photographie : Barry Bergthorson
- Montage : Rit Wallis
- Production : Robert Lantos, Stephen J. Roth, RSL Productions, PBS
- Pays d'origine :  États-Unis
- Genre : science-fiction dystopique
- Durée : 83 minutes

## Distribution
- Raúl Juliá : Aram Fingal
- Linda Griffiths : Apollonia
- Louis Negin (en)
- Jackie Burroughs (en)
- Maury Chaykin : Gondol

## Récompenses et distinctions

### Nominations
- Saturn Award 2004 :
  - Saturn Award de la meilleure collection DVD (au sein du coffret Mystery Science Theater 3000 Collection 2 - 4)